# Andrzej Sekuła
Andrzej Sekuła (Breslavia, 19 dicembre 1954) è un regista e direttore della fotografia polacco.

## Biografia
Nato in Polonia, nel 1980 si trasferisce in Gran Bretagna, dove studia alla National Film and Television School. Dopo tre anni e mezzo si sposta negli Stati Uniti, dove dirige alcuni film tra i quali Hypercube - Il cubo 2 (2002), lavorando comunque prevalentemente come direttore della fotografia. Tra gli altri, firma la fotografia di film quali Le iene (1992) e Pulp Fiction (1994), entrambi diretti da Quentin Tarantino.

## Filmografia parziale

### Direttore della fotografia
- Le iene (Reservoir Dogs), regia di Quentin Tarantino (1992)
- Pulp Fiction, regia di Quentin Tarantino (1994)
- Four Rooms, episodi I cattivi (The Misbehavers) e L'uomo di Hollywood (The Man from Hollywood), regia di Robert Rodriguez e Quentin Tarantino (1995)
- Hackers, regia di Iain Softley (1995)
- Spiriti nelle tenebre (The Ghost and the Darkness), regia di Stephen Hopkins (1996)
- American Psycho, regia di Mary Harron (2000)
- Hypercube - Il cubo 2 (Cube 2: Hypercube), regia di Andrzej Sekuła (2002)
- Vacancy, regia di Nimród Antal (2007)
- Blindato (Armored), regia di Nimród Antal (2009)
- Trust , regia di David Schwimmer (2010)
- Tokarev, regia di Paco Cabezas (2014)
- Io sono vendetta - I Am Wrath (I Am Wrath), regia di Chuck Russell (2016)
- USS Indianapolis, regia di Mario Van Peebles (2016)
- Speed Kills, regia di Jodi Scurfield (2018)
- Muti - The Ritual Killer, regia di George Gallo (2023)

### Regista
- Hypercube - Il cubo 2 (Cube 2: Hypercube) (2002)